# Partido Comunista da Turquia/Marxista-Leninista
O Partido Comunista da Turquia/Marxista-Leninista (em turco: Türkiye Komünist Partisi/Marksist-Leninist, abreviado como TKP/ML) é uma organização insurgente maoísta da Turquia que realiza uma guerra popular prolongada contra o governo turco. Foi fundada em 1972 por um grupo dissidente do Partido Revolucionário dos Trabalhadores e Camponeses da Turquia (PRTCT), liderado por İbrahim Kaypakkaya como TKP (M-L). Os fundadores do TKP (M-L) eram os ex-membros do PRTCT que desejavam realizar a luta armada.
O TKP/ML participa da Conferência Internacional de Partidos e Organizações Marxistas-Leninistas e do Movimento Comunista Internacional. O TKP/ML é listado como uma organização terrorista pela governo turco.

## Organização
A ala armada do partido é nomeada Exército de Libertação dos Trabalhadores e Camponeses da Turquia (Türkiye İşci e Köylü Kurtuluş Ordusu em turco, abreviado como TİKKO).
A União da Juventude Marxista-Leninista da Turquia (Türkiye Marksist Leninist Gençlik Birliği em turco, abreviada como TMLGB) é a organização de jovens da TKP/ML. A TMLGB, fundada em 1972 como uma organização para jovens trabalhadores, camponeses, estudantes e outros jovens de diferentes setores produtivos do Comitê da Província de Istambul. Mehmet Zeki Şerit (falecido em 1977 sob tortura) foi o primeiro presidente até sua designação para outro cargo no mesmo ano. A TMLGB não funcionou ativamente até seu primeiro congresso em 1987.

## História
Após o memorando militar de 1971, o governo turco reprimiu o movimento comunista na Turquia. İbrahim Kaypakkaya e vários de seus colegas foram presos. A maquinaria do partido havia sido destruída, enquanto Kaypakkaya havia morrido na prisão em 1973 por tortura.
O Partido Comunista da Turquia (Marxista-Leninista) se reorganizou entre 1973 e 1978. O primeiro congresso do partido ocorreu em 1978 (TKP (M-L) I. Kongresi em turco). Em 1981, o segundo congresso foi organizado (TKP (M-L) II. Kongresi). O partido se dividiu após o segundo congresso, o grupo dissidente adotou o nome TKP/ML (Bolşevik), mais tarde Partido Bolchevique (Curdistão do Norte-Turquia).
Esta não foi a primeira nem a última divisão do partido. O Partido Comunista da Turquia/Marxista-Leninista – Hareketi já havia se separado (1976) durante o período de reorganização. Outras divisões se seguiram ao segundo congresso: Partido Comunista da Turquia/Marxista-Leninista (Partidário Revolucionário) (1987), Partido Comunista da Turquia/Marxista-Leninista (Centro do Partido Maoista) (1987) e Partido Comunista da Turquia (Marxista-Leninista) (1994).

## Atividades
Em 17 de maio de 1985, a TKP-ML transmitiu uma mensagem de propaganda a milhões de telespectadores em Istambul, substituindo a trilha sonora do noticiário da noite.
Em 29 de junho de 2010, duas guerrilhas da TİKKO foram mortos nas montanhas de Tunceli pelas forças estatais turcas.
Em 2 de fevereiro de 2011, cinco guerrilhas da TİKKO morreram em uma avalanche em Tunceli.
Em 26 de julho de 2013, o prédio de controle de regulador de uma usina hidrelétrica foi bombardeado no interior da província de Tunceli por militantes da TİKKO.
Em 14 de março de 2014, os guerrilheiros da TİKKO atacaram uma delegacia de polícia em Tunceli. A TKP-ML declarou que o ataque foi uma vingança pela morte de Berkin Elvan.
Em 2016, a organização supostamente sequestrou Erkan Doğan, um civil, que foi encontrado mais tarde executado.

## Luta contra o Estado Islâmico
Em 2014 a organização enviou um grupo de combatentes para apoiar os curdos e outras minorias na luta contra o EIIL em Kobanî. Desde então, o grupo treina e apoia ativamente as minorias na luta contra os grupos extremistas. 
Em 25 de março de 2016, a sede da organização em Serêkaniyê foi atingida por uma motocicleta-bomba, causando ferimentos leves em dois membros e danos à sede.
Em 14 de agosto de 2017, um dos comandantes da TİKKO, Fermun Çırak (também conhecido por Nubar Ozanyan), morreu na luta contra o EIIL. Ozanyan havia treinado combatentes internacionalistas curdos, turcos, armênios, árabes, palestinos, gregos, canadenses, sardos, belgas e franceses contra o EIIL e outros grupos islâmicos.
Em 2018, o Estado Islâmico tentou assassinar os membros da organização colocando minas terrestres nas estradas que levavam à sede da organização. Nenhuma vítima foi relatada.

## Designação como organização terrorista
A organização está listada entre as 12 organizações terroristas ativas na Turquia desde 2007, de acordo com o Departamento de Operações e Combate ao Terrorismo da Direção Geral de Segurança da polícia turca.

## Membros notáveis
- İbrahim Kaypakkaya
- Barbara Kistler
- Ali Haydar Yıldız
- Nubar Ozanyan
- Lorenzo Orsetti